# Madison Genesis/Saison 2015
Dieser Artikel listet Erfolge und Fahrer des Radsportteams Madison Genesis in der Saison 2015 auf.

## Abgänge – Zugänge
| Zugänge          | Team 2014                                  | Abgänge        | Team 2015               |
| ---------------- | ------------------------------------------ | -------------- | ----------------------- |
| Erick Rowsell    | Team NetApp-Endura                         | Ian Bibby      | NFTO                    |
| Martyn Irvine    | UnitedHealthcare Professional Cycling Team | Alex Peters    | SEG Racing              |
| Mark McNally     | An Post-Chain Reaction                     | Andrew Tennant | Team Wiggins            |
| Mathew Cronshaw  | Giordana Racing Team                       | Chris Snook    | Nuun-Sigma Sport-London |
| Joseph Evans     | Neoprofi                                   | Scott Davies   | Unbekannt               |
| James McLaughlin | Neoprofi                                   | Peter Hawkins  | Unbekannt               |
| Tristan Robbins  | Neoprofi                                   |                |                         |

## Mannschaft
| Name             | Geburtstag         | Nationalität           |
| ---------------- | ------------------ | ---------------------- |
| Mathew Cronshaw  | 30. September 1988 | Vereinigtes Königreich |
| Joseph Evans     | 2. Dezember 1996   | Vereinigtes Königreich |
| Matthew Holmes   | 8. Dezember 1993   | Vereinigtes Königreich |
| Liam Holohan     | 22. Februar 1988   | Vereinigtes Königreich |
| Tobyn Horton     | 7. Oktober 1986    | Vereinigtes Königreich |
| Martyn Irvine    | 6. Juni 1985       | Irland                 |
| Dominic Jelfs    | 31. März 1990      | Irland                 |
| James McLaughlin | 2. Oktober 1990    | Vereinigtes Königreich |
| Mark McNally     | 20. Juli 1989      | Vereinigtes Königreich |
| Michael Northley | 24. März 1987      | Neuseeland             |
| Tristan Robbins  | 26. Mai 1996       | Vereinigtes Königreich |
| Erick Rowsell    | 29. Juli 1990      | Vereinigtes Königreich |
| Thomas Scully    | 14. Januar 1990    | Neuseeland             |
| Thomas Stewart   | 9. Januar 1990     | Vereinigtes Königreich |